# Рейд Трайона
Рейд Трайона (англ. Tryon's raid) — набег с моря британских армии и флота на колониальные порты и города в Коннектикуте в июле 1779 года, во время Американской войны за независимость. Сухопутными силами командовал генерал-майор Уильям Трайон; отрядом кораблей — коммодор Джордж Кольер.

## Предыстория
К 1779 году колония Коннектикут стала большой занозой в боку британских войск, включая гессенцев и лоялистов, действовавших вокруг Нью-Йорка. Коннектикут не только производил многие армейские и морские припасы (в основном для Континентальной армии), но и снаряжал частые рейды, беспокоившие экспедиционные войска Британии, нарушавшие их планы, и вообще был источником раздражения. Коннектикут поставил под ружье больше всех, за исключением Массачусетса, людей для колоний, и по тогдашним оценкам свыше трех четвертей его населения были настроены в пользу патриотов.
Учитывая все это, генерал Генри Клинтон, со своим штабом в Нью-Йорке, стал разрабатывать план кампании на 1779 год. Понимая, что разбить Вашингтона он может только навязав ему бой на своих условиях, заставив отказаться от партизанской тактики и выманив на открытую, удобную для регулярного боя местность, он решил организовать набег на прибрежные поселения, который подтолкнул бы Вашингтона выдвинуться им на помощь. Дополнительной выгодой должно было стать наказание нелояльных и уничтожение припасов.

## Подготовка
В мае 1779 года Клинтон захватил позиции на обоих берегах Гудзона, господствовавшие над главной переправой. Вашингтон усилил войска на правом высоком берегу реки, но тем и ограничился. Тогда Клинтон и организовал рейд Трайона. Одновременно он выдвинул в Мамаронек, на берегу Лонг-Айленд-саунд силы, назначенные атаковать Вашингтона, когда тот появится. Одновременно планировалось атаковать позиции американцев в Нью-Джерси.
Для экспедиции Трайона были собраны 2600 солдат, сведенных в две дивизии. В первую (бригадный генерал Джордж Гарт, англ. George Garth) входили 54-й пехотный полк и несколько рот Королевских фузильеров, пешей гвардии и гессенских егерей. Вторую (сам Трайон) составили гессенский Ландграфский полк, Королевские уэльские фузильеры и Американский королевский полк, набранный из лоялистов. Артиллерийская поддержка поручалась флоту.
Выделенные корабли и транспорты только что вернулись из Чесапикского рейда. На этот раз свой флаг Кольер поднял на фрегате HMS Camilla. Кроме него присутствовали HMS Greyhound и шлюп HMS Scorpion (бывший торговый корабль Borryan) и ещё один малый фрегат, вероятно HMS Virginia. Остальные, малые корабли, тендеры, транспорты и «купцы» насчитывали 44 вымпела. Всего, считая морских пехотинцев и десантные партии с кораблей, для высадки имелось около 5000 человек.
Около 1 июля экспедиция вышла в море и 3 июля встала на якорь против Хантингтон, (Лонг-Айленд). Здесь к ней присоединился Кольер и объявил, что цель их высадки — Нью-Хейвен. Поздно вечером 4 июля корабли прошли Стратфорд и были готовы к атаке следующим утром. К жителям был отправлен манифест, подписанный Трайоном и Кольером. Он обещал прощение тем, кто сложит оружие без сопротивления. Но в городе осталось мало жителей, и мало кто слушал его зачтение.

## Нью-Хейвен
План предусматривал высадку на двух участках, по обоим берегам гавани. В 5 часов утра 5 июля 1779 года первые корабли вошли в гавань. 1500 человек дивизии генерала Гарта при 4 полевых пушках высадились на западном берегу, и походным порядком пошли на Вест-Хейвен, куда и вошли «без больших раздражений или задержек». Десантные средства вернулись к кораблям, Трайон посадил на них свою дивизию (еще порядка 1500 человек) около 8 утра, и направился к восточному берегу. Как только они подошли к Моррис-пойнт, их обстреляла батарея из 3 пушек, замаскированная колонистами вблизи мыса. Избегая её огня, шлюпки разделились, и пришли к берегу двумя группами. Там они попали под огонь роты ополчения, вооружённой нарезными ружьями, и экспедиция понесла первые потери (в Американском полку). Местью за эти потери некоторые объясняют обширные поджоги, учиненные британцами.
Дивизия двинулась к Ист-Хейвен, уничтожив по пути несколько складов. Колонисты отступили к укреплению на холме в 3 милях от центра Нью-Хейвен, откуда британцы с некоторым трудом их выбили при поддержке с фланга морской пехоты на шлюпках. Затем они двумя колоннами двинулись в город, по пути поджигая дома и склады. Чтобы войти в Нью-Хейвен, требовалось взять мосты через Милл-Ривер, и с приливом флот углубился в гавань и к 2 часам пополудни встал на якорь против устья реки и причалов, приготовившись к обстрелу. Однако британцы продвигались быстро, несмотря на мелкие группы стрелков и пару полевых пушек, которые меняли позицию после каждых 1−2 выстрелов. К тому времени многие ополченцы, решив что бой проигран, бросали позиции и возвращались по домам. Сохранилось имя только одного, Адама Торпа (англ. Adam Thorp), который отказался отступать и был убит на месте, отстреливаясь.
К концу дня дело было окончено. Британцы подожгли дома и склады, увели часть скота для собственных нужд, и проведенный в городе военный совет (Трайон, Гарт и возможно, Кольер) решил эвакуироваться, что и было проделано к утру. Склады и пороховая фабрика были сожжены (оружейная мастерская в 4 милях от берега уцелела), орудия заклепаны, за исключением 6 полевых пушек взятых как трофеи, и уведен вооружённый приватир. Остальные суда в гавани также были подожжены. На корабли были переведены и 12 пленных: трое из командиров ополчения, восемь граждан Нью-Хейвен. По свидетельству одного автора, командир Американского полка, полковник Фаннинг (англ. Edmund Fanning) убедил Трайона воздержаться от полного сожжения города, несмотря на то, что именно его офицер был убит первым.

## Фэрфилд
К полудню экспедиция выбрала якоря, направилась западнее, и через 2 дня достигла следующей цели. 8 июля корабли были против Фэрфилд. На этот раз высадка произошла только частью сил Трайона, снова двумя отрядами восточнее и западнее поселения. На марше британцев беспокоил пушечный и ружейный огонь, впрочем неэффективный. Но прибыв к поселению, они обнаружили что ополчение и жители бежали. Проведя ночь под ружьем, утром войска подожгли большую часть поселка, и отошли к шлюпкам под «редкими выстрелами с флангов».
Из-за необходимости пополнить некоторые припасы экспедиция пересекла Лонг-Айленд-саунд и вернулась к Хантингтону, где корабли стояли до 11 июля.

## Норуолк
11 июля 1799 года экспедиция пересекла пролив в обратном направлении и пришла к Норуолку. Высадка началась в конце дня; только в 9 часов вечера 54-й полк, Ландграфский, и егеря были на берегу восточнее гавани. Они провели ночь лагерем, в 3 часа следующего утра к ним присоединился Американской полк и с первым светом колонна выступила. Возле моста через гавань она наткнулась на передовые посты колонистов и не теряя темпа отбросила их, а к 4 утра подступила к поселению с востока. Встретив сопротивление, Трайон дождался там подхода второй дивизии с западной стороны гавани. В 9 утра он с востока, а бригадный генерал Гарт с севера, атаковали Норуолк. В результате колонисты были изгнаны из поселения, при этом взята одна пушка. Подобно предыдущим высадкам, войска подожгли склады, магазины и суда в гавани, после чего отошли к месту высадки и вернулись на транспорты. Последние оттянулись за бар.
По оценке Трайона, ополчение в Фэрфилд было сильнее чем в Нью-Хейвен, а в Норуолк ещё сильнее, причем внезапность была уже потеряна. Исходя из этого, он решил дождаться подкреплений на плаву, прежде чем возобновлять атаку. Однако 13 июля был получен приказ Клинтона прекратить экспедицию, и корабли вернулись в Уайтстоун (современный Куинс).

## Последствия
Потери Трайона составили 26 убитых (в том числе 2 офицера), 90 раненых и 32 пропавших без вести. Людские потери колонистов точно неизвестны. Для Нью-Хейвен один источник приводит от 22 до 27 убитых и 15−19 раненых. 12 человек, упомянутых выше, попали в плен. Кроме того, британцы захватили 12 пушек, уничтожили ещё 5. Были сожжены многие склады, 11 частных домов в Нью-Хейвен и несколько каботажных судов, взят в британскую службу 4-пушечный приватир. Экспедиция следовала типичному сценарию британской колониальной войны: благодаря флоту, армия обладала высокой подвижностью и артиллерийской поддержкой, могла наносить удары по собственному выбору, имея таким образом тактическую инициативу. Но как показали ещё раз события, была неспособна ни развить успех, ни захватить стратегическую инициативу.
Рейд выполнил ближайшие задачи. Но общий замысел Клинтона полностью провалился: Вашингтон, несмотря на давление губернатора Коннектикута, отказался послать войска. Ради экспедиции Клинтон ослабил гарнизон Стони-пойнт на Гудзоне, который в результате в ночь с 15 на 16 июля пал перед американцами, и был отбит только в конце сезона. А политика сжигания гражданских поселений снова обернулась против британцев. Колониальная пропаганда не замедлила окрестить её «произволом», «неоправданным варварством», «войной против женщин и детей» и прочими подобными эпитетами. Отношение как патриотов, так и лоялистов ухудшилось. Манифест Трайона и Кольера почти не возымел действия. Удалось призвать под ружье некоторых лоялистов, но их набралось всего около 150.
Генерал Клинтон ещё до конца экспедиции получил известия о реакции колоний, а когда новости добрались до Англии, то и запрос правительства. В результате в донесении от 24 июля он уже называл дело «оборванной экспедицией» (англ. desultory expedition), и счел нужным добавить, что выполнял долг перед страной.
Коннектикут оставался мятежным всю войну, рейды против него продолжались до 1781 года.